# Браулио Сарагосский
Святой Бравлий (Браулио) или Браулио(н) [(Бравлио(н)] Сарагосский (лат. Braulius Caesaraugustanus, исп. San Braulio de Zaragoza) — епископ Цезаравгусты (Сарагосы) и учёный священнослужитель, живший в Вестготском королевстве в VII веке.
Встречаются также варианты имени: Браулион, Браулиу, Браулий, помимо обозначения Сарагосский может указываться ещё и Иберийский. Святой почитается как в католической (в Испании день памяти — 18 марта, а по римскому мартирологу 26 марта), так и в православной церкви (память 26 марта (8 апреля)).

## Биография
Браулио родился в знатной испано-римлянской семье, многие представители которой были церковнослужителями. Под руководством своего старшего брата Иоанна, который в 619 году был избран епископом Сарагосской епархии (под именем Иоанн II), Браулио получил начальное образование и уехал в Гиспалис, где стал послушником монастыря-школы, основанной Исидором Севильским. Став друзьями со своим наставником, Браулио был вдохновителем и редактором «Этимологий» Исидора.
В 626 году Браулио вернулся в Цезаравгусту и после смерти старшего брата Иоанна в 631 году, был выбран его преемником на кафедре епископа. Браулио был участником Толедских соборов: Четвёртого (633 год), Пятого (636 год) и Шестого (638 год), во время которых весьма прославился. Причём на последнем соборе он вступил в конфликт с папой Гонорием I, который обвинил иберийских священников в неисполнении пастырских обязанностей. Известно, что для сохранения мира и стабильности в государстве Браулио поддерживал вестготских королей: так он, предположительно, помогал королю Реккесвинту редактировать его «Судебную книгу», впоследствии вошедшую в вестготский кодекс.
Незадолго до смерти Браулио жаловался на потерю зрения. Он скончался в 651 году, и его преемником на сарагосской епископской кафедре стал Тайо. Могила Браулио была обнаружена в 1290 году на месте будущего храма Нуэстра-Синьора-дель-Пилар.

## Вклад
По просьбе своего брата, епископа Иоанна II, Браулио Сарагосским было составлено житие святого Емилиана Кукуллата (закончено в 639—640 годы), на месте скита которого впоследствии был основан монастырь Сан-Мильян-де-ла-Коголья, входящий в список Всемирного наследия ЮНЕСКО с 1997 года. Так же Брауило написан гимн в честь этого святого, считающийся одним из лучших стихотворений вестготского периода.
Так же им были написаны около 44 писем, в которых присутствуют наставления в духовной жизни, дружеская переписка с обсуждением различных богословских и научных вопросов из области экзегетики, литургики, аскетики, хронологии. Среди получателей писем были влиятельные люди и священнослужители, такие как Исидор Севильский, епископ Толедо Евгений II (был учеником Браулио, которого тот хотел сделать своим преемником в епархии Сарагосы, но король Хиндасвинт назначил Евгения епископом в Толедо), церковный писатель Тайо, который станет следующим епископом Сарагосы, епископ Браги Фруктуоз, папа римский Гонорий I, вестготские короли Хиндасвинт и Реккесвинт. Эта ранее неизвестная коллекция (эпистолярий) была обнаружена в XVIII веке в Леоне и впервые была опубликована в «Espana Sagrada» Энрике Флореса.
«Этимологии, или Начала» Исидора Севильского в том виде, в котором рукопись дошла до наших дней, была систематизирована и отредактирована Браулио Сарагосским. Так же Браулио была добавлены жизнеописание Исидора и список написанных им произведений. Также большую историческую ценность составляет переписка Исидора со своим учеником и другом.
Браулио приписывается авторство житие-мартирия «Страдания Цезаравгустинских мучеников».